# Haikonsaari (ö i Södra Savolax, S:t Michel, lat 61,65, long 27,87)
Haikonsaari är en ö i Finland. Den ligger i sjön Saimen och i kommunen Sankt Michel i den ekonomiska regionen  S:t Michel och landskapet Södra Savolax, i den södra delen av landet, 230 km nordost om huvudstaden Helsingfors. Öns area är 3,4 hektar och dess största längd är 0,5 kilometer i nord-sydlig riktning.